# Dodici giorni al mare
Dodici giorni al mare è un diario di Cesare Pavese scritto nel 1922 durante una vacanza nel gruppo dei boy-scout del "Riparto II - La Salle" fondato dai Fratelli delle Scuole Cristiane dell'Istituto "La Salle" di Torino del quale faceva parte.

## Contenuti
Questo diario, scritto da Pavese quando ancora non era quattordicenne, venne ritrovato tra le carte custodite presso l'Università degli Studi di Torino e la notizia venne data nel febbraio del 2001 dal telegiornale regionale di Rai 3.
Di questo diario sono conservate, con la collocazione FE2.41., due diverse stesure che si trovano presso il Centro Universitario per gli studi di Letteratura italiana in Piemonte "Guido Gozzano-Cesare Pavese". Si tratta di una brutta copia scritta a matita, su tipi diversi di carta che porta le parole iniziali 12 Agosto|ore 8,30 Partenza" e di una bella copia, scritta con l'inchiostro nero su 11 pagine di un quaderno a righe, che però si ferma dopo la descrizione del tesoro del Duomo di Savona.
In questa stesura sono allegate delle cartoline che rappresentano Celle Ligure con la veduta della Spiaggia e Ville; Stella San Martino di Varazze; Savona con la Piazza e il santuario di Nostra Signora della Misericordia; Genova - Villa Mylius; Genova - Lungomare Piemonte; Genova- Panorama della Villa Rosazza; Genova - Castel Raggio - Cornigliano Ligure.
Su alcuni fogli a quadretti uniti alla brutta copia, il giovane autore compila un elenco di imbarcazioni presenti nel porto di Genova nell'agosto del 1922, come si può riscontrare sul Registro Navale di Genova risalenti a quell'anno.
Nel diario, che riporta la vita dei boy scout nel campo scandita da orari e regole, si avverte già lo spirito dell'autoconfessione e l'intenzione di rivolgersi a un probabile lettore come osserva la curatrice del libro, Mariarosa Masoero, quando annota che "È interessante il fatto che Pavese, al ritorno, decida in modo del tutto autonomo di dare una forma non richiesta, in qualche modo "ufficiale", al suo diario, ricopiandolo parzialmente in bella, integrandone qua e là il primo getto (quello che veniva letto e approvato da un senior) e corredandolo di immagini".
Lo scritto è spesso corredato da similitudini ed è ricco di descrizioni particolareggiate di esterni e di interni e mette a fuoco sentimenti e stati d'animo differenti. Appare il tema del mare, luogo di belle spiagge e di piacevoli bagni ma soprattutto elemento che fa sognare luoghi lontani ed esotici e che, insieme a Genova, ritornerà nelle sue opere future.